# Asami Ueno
Ueno Asami ( 上野愛咲美 ?,  Ueno Asami ; Tokyo, 26 ottobre 2001) è una goista giapponese, 6 dan professionista, affiliata alla Nihon Ki-in dal 2016. Ha tre primati per una professionista giapponese: è la prima a vincere una competizione internazionale, la prima a raggiungere la finale di un torneo senza limiti di età, genere e livello, nonché la prima a vincere un torneo open. A luglio 2025 è la 174ª nella classifica internazionale, 4ª tra le donne e 1ª tra le giapponesi.

## Biografia e carriera
È stata allieva di Kazunari Fujisawa 8 dan, padre di Rina Fujisawa. Asami è la sorella maggiore di Risa Ueno, diventata professionista all'età di 12 anni.
Nel 2018 ha sfidato e sconfitto 2-0 Xie Yimin 6 dan, ottenendo il titolo di Kisei femminile e diventando la più giovane giocatrice a detenere questo titolo all'età di 16 anni e 3 mesi. Grazie a questa prestazione, è stata promossa 2 dan e ha ricevuto il premio per la miglior debuttante.
Nel 2019 ha sconfitto 2–0 Rina Fujisawa, difendendo con successo il titolo di Kisei femminile. Nello stesso anno ha sfidato e sconfitto Fujisawa, conquistando il titolo di Honinbo femminile. Successivamente è stata finalista nel torneo Ryusei, perdendo contro Ichiriki Ryo; è stata la prima volta nella storia della Nihon Ki-in che una donna ha raggiunto la finale di un torneo aperto ad ambo i sessi senza limitazioni di età o livello. È stata promossa 3-dan.
Nel 2020 ha perso sia il titolo di Kisei femminile, sconfitta 1–2 da Ayumi Suzuki 6-dan, sia il titolo di Honinbo femminile, sconfitta 2–3 da Rina Fujisawa; il 13 settembre ha vinto la quinta edizione della Senko Cup, sconfiggendo in finale Xie Yimin. A ottobre è stata sconfitta da Fujisawa nella finale della prima Hakata Kamachi Cup.
Nel 2021 è promossa 4 dan come uno dei due 3 dan professionisti ad aver ottenuto più premi in denaro. Ha sconfitto Ayumi Suzuki 2–1 nella finale per la ventiquattresima edizione del Kisei femminile: si tratta del terzo Kisei in quattro finali consecutive, per Ueno. Sconfiggendo Suzuki in uno spareggio, si è qualificata anche per la finale della 32ª edizione del Meijin femminile, in cui però è stata sconfitta per 2–0 da Fujisawa Rina. Sconfiggendo Nyu Eiko ha anche conquistato l'accesso alla finale della 8ª edizione della Tachiaoi Cup, in cui però è stata sconfitta per 2–0 da Fujisawa Rina. Sempre contro Fujisawa Rina ha perso la finale della 6ª edizione della Senko Cup a settembre. A ottobre ha perso la finale dello Shinjin-O. Il 21 novembre ha sconfitto Nishi Takenobu, conquistando la sedicesima edizione della Wakagoi Cup, prima volta che una donna ha vinto un torneo open professionistico giapponese.
Nel gennaio 2022 ha difeso per 2–0 il titolo di Kisei femminile contro Ayumi Suzuki. Ad aprile ha vinto la Senko Cup internazionale, sconfiggendo la taiwanese Lu Yuhua; si è trattato della prima vittoria di una professionista giapponese in una competizione internazionale. Nel giugno dello stesso anno è riuscita a strappare la Tachiaoi Cup femminile alla detentrice Fujisawa Rina, sconfiggendola per 2–1. A ottobre ha ottenuto tre vittorie consecutive nella prima edizione della Coppa Hoban, una competizione femminile a squadre, sconfiggendo tra le altre la sudcoreana Choi Jung, prima al mondo per rating; è stata però sconfitta dalla cinese Zhou Hongyu, concedendo quindi il trofeo alla squadra cinese. A novembre ha sconfitto Koike Yoshihiro, conquistando per la seconda volta consecutiva la Wakagoi Cup. Ha ricevuto il livello di 5 dan.
A febbraio 2023 ha perso per 1–2 il titolo di Kisei femminile contro Nakamura Sumire. A marzo la Nihon Ki-in le ha conferito il Premio Shusai, destinato a goisti che hanno raggiunto traguardi importanti e che hanno prospettive di miglioramento; la vittoria del premio, giunto alla sessantesima edizione e conferito per la prima volta a una donna, le è stato assegnato in virtù della sua vittoria nella Coppa Senko e per la seconda vittoria nella Coppa Wakagoi, aperta a uomini e donne. In aprile ha strappato il titolo di Meijin femminile alla detentrice Fujisawa Rina, sconfiggendola per 2–0 nella finale della trentaquattresima edizione. Nel giugno 2023 ha difeso la Tachiaoi Cup femminile, sconfiggendo la sfidante Fujisawa Rina nuovamente per 2–1. A luglio ha perso la finale della Senko Cup contro Nyu Eiko, mentre ad agosto si è qualificata per la finale della quarantottesima edizione dello Shinjin-O: per lei si tratta della seconda finale consecutiva. A settembre ha sconfitto Yo Chito per 2–0 nella finale della quarantottesima edizione dello Shinjin-O, diventando la prima donna a vincere un torneo open. È stata selezionata come membro della squadra giapponese di go ai XIX Giochi asiatici, dove ha partecipato alla competizione femminile a squadre insieme alla sorella Risa Ueno e alla rivale storica Rina Fujisawa. Nel torneo eliminatorio ha ottenuto quattro vittorie in cinque incontri, sconfiggendo tra le altre la sudcoreana Kim Eun-ji e la taiwanese Lu Yuhua e perdendo solo contro la cinese Wu Yiming e contribuendo al passaggio al tabellone a eliminazione diretta. Nella semifinale si è presa la rivincita sulla cinese Wu Yiming, ma la squadra giapponese ha perso per 1–2 e non è riuscita ad accedere alla finale; Ueno ha poi vinto contro la professionista di Hong Kong Kan Ying nel 3–0 con cui la squadra giapponese ha vinto il bronzo.
Ad aprile 2024 ha perso per 0–2 la finale della 35ª edizione del Meijin femminile contro Fujisawa Rina. Nello stesso mese si è distinta in due tornei internazionali open: nella 10ª edizione della Ing Cup ha sconfitto al primo turno la goista taiwanese Lu Yuhua, per poi perdere di un solo punto contro il sudcoreano Park Jung-hwan; nella seconda edizione della Quzhou-Lanke Cup World Go Open ha sconfitto prima il sudcoreano Park Ming-yu 9d poi il cinese Xie Erhao 9d (finalista della Samsung Fire Cup), per poi uscire al terzo turno sconfitta dal detentore della coppa, il cinese Gu Zihao 9d. A giugno ha difeso la Tachiaoi Cup femminile (terzo titolo consecutivo). A dicembre ha conquistato il suo secondo titolo internazionale femminile, sconfiggendo per 2-1 la cinese Tang Jiawen nella finale della settima edizione della Wu Qingyuan Cup.
Ad aprile 2025 ha conquistato il titolo di Meijin femminile, sconfiggendo la detentrice Fujisawa Rina per 2-0. Ha ricevuto la promozione a 6 dan per il montepremi conquistato. A giugno ha vinto la 12ª edizione della Tachiaoi Cup sconfiggendo per 2-1 Fujisawa.

## Palmarès
| Nazionali                          | Nazionali                  | Nazionali            |
| Torneo                             | Vittorie                   | Finalista            |
| ---------------------------------- | -------------------------- | -------------------- |
| Senko Cup (femminile)              | 1 (2020)                   | 3 (2021, 2023, 2024) |
| Meijin femminile                   | 2 (2023, 2025)             | 2 (2021, 2024)       |
| Tachiaoi Cup femminile             | 4 (2022, 2023, 2024, 2025) | 2 (2019, 2021)       |
| Hakata Kamachi Cup (femminile)     |                            | 1 (2020)             |
| Honinbo femminile                  | 1 (2019)                   | 2 (2020, 2022)       |
| Kisei femminile                    | 4 (2018, 2019, 2021, 2022) | 2 (2020, 2023)       |
| Ryusei (open)                      |                            | 1 (2019)             |
| Wakagoi Cup (open, under-30)       | 2 (2021, 2022)             |                      |
| Shinjin-O (open, under-25)         | 1 (2023)                   | 1 (2021)             |
| Totale                             | 15                         | 14                   |
| Internazionali                     |                            |                      |
| Torneo                             | Vittorie                   | Finalista            |
| Wu Qingyuan Cup (femminile)        | 1 (2024)                   |                      |
| Senko Cup (femminile)              | 1 (2022)                   |                      |
| Coppa Hoban (femminile, a squadre) |                            | 1 (2022)             |
| Totale                             | 2                          | 1                    |
| Totale in carriera                 | 17                         | 15                   |